# Округ Патнам (Индијана)
Округ Патнам (енгл. Putnam County) је округ у америчкој савезној држави Индијана.

## Демографија
По попису из 2010. године број становника је 37.963, што је 1.944 (5,4%) становника више него 2000. године.
| Група             | 2000.          | 2010.          |
| Белци             | 33.972 (94,3%) | 35.128 (92,5%) |
| Афроамериканци    | 1.057 (2,9%)   | 1.505 (4,0%)   |
| Азијати           | 188 (0,5%)     | 279 (0,7%)     |
| Хиспаноамериканци | 412 (1,1%)     | 587 (1,5%)     |
| Укупно            | 36.019         | 37.963         |